# Maşxan
Maşxan è un comune dell'Azerbaigian situato nel distretto di Astara. Conta una popolazione di 2 518 abitanti.